# Lliga per Salvini Premier
Lliga (italià: Lega), o Lega per Salvini Premier (italià: Lega per Salvini Premier; LSP), és un partit polític populista de dreta a Itàlia, liderat per Matteo Salvini. La LSP és el successor informal de la Lliga Nord i, tot i que comparteix el feu d'aquest últim al nord d'Itàlia, és actiu a tot el país.
La Lega es va fundar el desembre de 2017 com a partit germà de la LN i com a reemplaçament de Nosaltres amb Salvini (NcS), l'anterior afiliat de LN al centre i el sud d'Itàlia. Alguns comentaristes polítics el van qualificar de partit paral·lel de la LN, amb l'objectiu de substituir-lo políticament, també pel seu deute estatutari de 49 milions d'euros. Des del gener de 2020, la LN s'ha tornat majoritàriament inactiva, sent suplantada per Lega. Va quedar tercer a les eleccions generals de 2018 i primer a les eleccions al Parlament Europeu de 2019. Com la LN, Lega és una confederació de partits regionals, dels quals els més importants i de llarga durada són Liga Veneta i Lega Lombarda. Malgrat els recels dins de la facció nacionalista padanesa, la base política de la Lega es troba al nord d'Itàlia, on el partit obté la major part del seu suport i on ha mantingut la visió autonomista tradicional de LN, especialment al Vèneto i Llombardia.
El febrer de 2021, la Lega es va unir al govern d'unitat nacional de Mario Draghi, proporcionant tres ministres, liderats pel vicesecretari del partit Giancarlo Giorgetti, ministre de Desenvolupament Econòmic. Des de l'octubre de 2022, el partit participa al govern de Giorgia Meloni amb cinc ministres, entre ells Giorgetti com a ministre d'Economia i Finances i Salvini com a viceprimer ministre i ministre d'Infraestructures i Transports. La Lega també participa en 15 governs regionals, inclosos els de les dues províncies autònomes, i compta amb cinc presidents regionals, entre els quals destaquen Attilio Fontana (Llombardia), Luca Zaia (Veneto) i Massimiliano Fedriga (Friuli Venezia Giulia), que també n'és el president de la Conferència de Regions i Províncies Autònomes.

## Història

### Context
La Lega Nord (LN) es va establir el 1989 com una federació de sis partits regionals del nord i centre-nord d'Itàlia (Liga Veneta, Lega Lombarda, Piemont Autonomista, Uniun Ligure, Lega Emiliano-Romagnola i Alleanza Toscana), que es va convertir en el partit nacional de les seccions l'any 1991. Umberto Bossi va ser el fundador del partit i més tard secretari federal durant molt de temps. La LN va defensar durant molt de temps la transformació d'Itàlia d'un estat unitari a una federació, amb una major autonomia regional. De vegades, el partit defensava la secessió del Nord, que el partit anomenava "Padània", i en conseqüència el nacionalisme padanès. El partit sempre es va oposar a la immigració il·legal i sovint va adoptar posicions euroescèptiques, unint-se al grup Identitat i Democràcia al Parlament Europeu el 2019. Al llarg de la seva història, la LN va formar aliances tant amb partits de centredreta com de centreesquerra, però, a les eleccions generals, normalment formava part de la coalició de centredreta de Silvio Berlusconi i, ocasionalment, es presentava com a partit autònom (el 1996, obtenint el seu millor resultat fins llavors: 10,1% dels vots). Al nord, diverses regions han estat liderades per membres de la LN, entre les quals destaquen el Vèneto (des del 2010) i la Llombardia (des del 2013).
El desembre de 2013 Matteo Salvini, diputat al Parlament Europeu i ex-editor de Radio Padania Libera, va ser escollit secretari federal, després d'haver-se imposat a Bossi en unes eleccions de lideratge. Per reactivar un partit desbordat pels escàndols i que havia assolit mínims històrics a les eleccions generals italianes del 2013, Salvini va liderar LN amb canvis profunds, primer reorientant-lo cap a la dreta nacionalista europea. En el període previ a les eleccions al Parlament Europeu de 2014, Salvini va formar una aliança amb el Front Nacional francès liderat per Marine Le Pen, el Partit Holandès per la Llibertat liderat per Geert Wilders i altres partits semblants en temes d'euroescepticisme, oposició a la immigració i sobiranisme, que va portar a l'establiment del Partit Identitat i Democràcia europeu (Partit ID). La Lliga també va iniciar una breu cooperació amb CasaPound, una organització d'extrema dreta. El desembre de 2014 va llançar Nosaltres amb Salvini, per traslladar els problemes de LN al centre i el sud d'Itàlia.

### Camí cap al nou partit

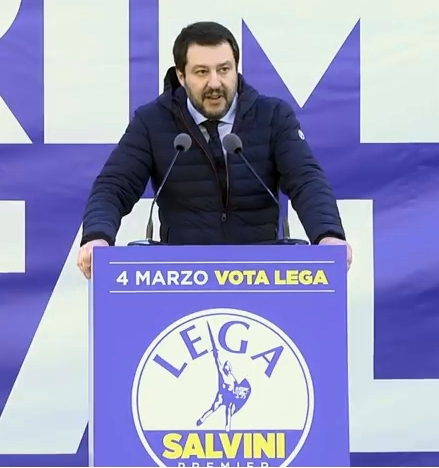
Salvini durant el míting final de la campanya electoral del 2018 a Milà

A les eleccions de lideratge del 2017, Salvini va ser confirmat líder de LN, derrotant a Gianni Fava, de l'ala tradicionalista. El congrés federal de maig de 2017 va marcar el gir "nacional". A l'octubre, Salvini va anunciar que a les eleccions generals de 2018 el partit seria reanomenat simplement "Lega" i presentaria llistes també al centre-sud d'Itàlia. El 14 de desembre de 2017 el partit "Lega per Salvini Premier" va ser creat i la seva constitució es va publicar a la Gazzetta Ufficiale. Els objectius oficials de LSP eren la transformació d'Itàlia "en un estat federal modern mitjançant mètodes democràtics i electorals" i el suport de "la llibertat i la sobirania dels pobles a nivell europeu". El símbol de LSP es va inspirar en la campanya de Donald Trump per a les primàries presidencials del Partit Republicà del 2016 als Estats Units.
A les eleccions generals del 2018, la Lega va obtenir el seu millor resultat fins ara amb un 17,4% dels vots, convertint-se en el partit més important de la coalició de centredreta i consolidant-se com la tercera força política del país. Després de les eleccions, el partit va formar una aliança amb el populista Moviment Cinc Estrelles (M5S), que havia arribat primer a les eleccions amb el 32,7% dels vots. L'anomenat "govern groc-verd" va ser liderat per Giuseppe Conte, un jurista independent proper al M5S, i va incloure Salvini com a ministre de l'Interior. Des de la seva formació, gràcies a l'aprovació de Salvini com a ministre, Lega era regularment el partit més gran en les enquestes d'opinió, al voltant o més del 30%. A les eleccions al Parlament Europeu del 2019, la Lega va aconseguir el 34,3% dels vots, guanyant per primera vegada. Aprofitant el creixement, l'agost de 2019 Salvini va anunciar la seva intenció de deixar la coalició amb l'M5S i va convocar eleccions generals anticipades. Tanmateix, després de converses reeixides entre el M5S i el PD, el govern en funcions va ser finalment substituït per un nou govern liderat per Conte. La Lega va tornar així a l'oposició, juntament amb els seus aliats electorals de la coalició de centredreta.

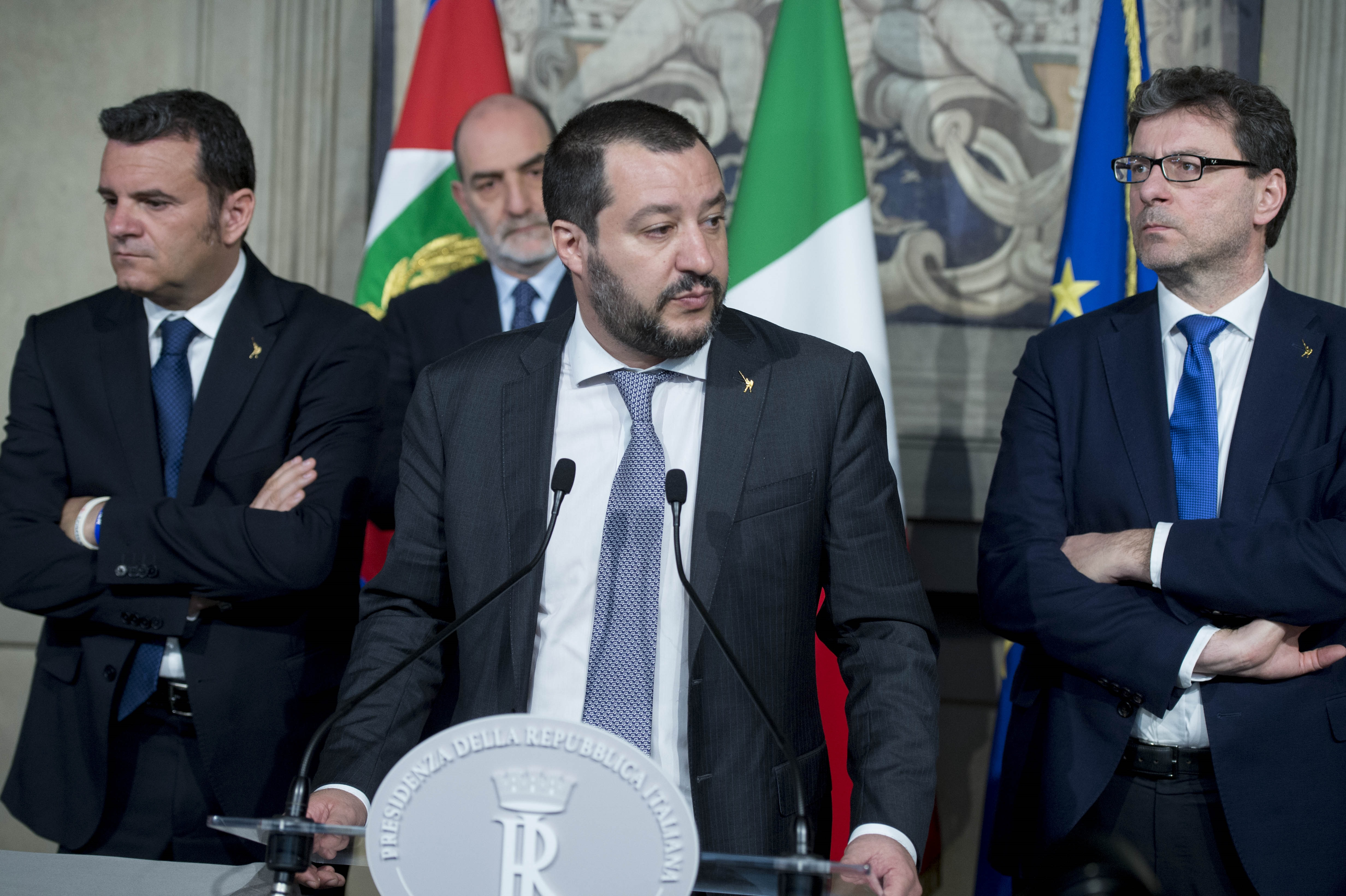
Matteo Salvini, Gian Marco Centinaio i Giancarlo Giorgetti al palau del Quirinal després de les eleccions del 2018

Durant l'any 2019, juntament amb la captació de membres de la LN al Centre-Nord, el partit va iniciar un impuls paral·lel al Centre-Sud per la LSP, pràcticament suplantant a NcS. Finalment, durant un congrés federal el 21 de desembre de 2019, la constitució del partit va patir alguns canvis importants, com ara la reducció de poders per al president federal, l'ampliació dels mandats del secretari federal i del consell federal de tres a cinc anys, la introducció de la doble militància i la facultat donada al consell federal per atorgar l'ús del símbol del partit a altres partits polítics. Amb el final de la seva campanya d'adhesió a l'agost de 2020, el LSP es va fer actiu a tota Itàlia. La LN, incapaç de ser dissolta per la seva càrrega de 49 milions d'euros de deute amb l'estat italià, es va mantenir formalment activa, mentre que les seves targetes de soci es van donar a antics activistes.

### Eleccions regionals de 2020
La popularitat de Salvini havia de crear millors oportunitats perquè la Lega continués amb la seva ratxa guanyadora a les eleccions regionals, particularment a Emília-Romanya, una gran regió governada des de feia temps per la coalició de centreesquerra. Tanmateix, la candidata del partit, Lucia Borgonzoni, es va quedar amb el 43,6% dels vots i va ser derrotada per Stefano Bonaccini (PD). La llista de la Lega va obtenir un 32% i va quedar segona després del PD. La LSP, que ja havia assolit el màxim en les enquestes d'opinió després de deixar el govern groc-verd, va continuar amb un lent descens, finalment seria eclipsat tant pel PD com pel FdI durant el 2021.
A les eleccions regionals venecianes de 2020, Luca Zaia, la popularitat del qual va ser el resultat d'un enfocament a llarg termini a la seva regió natal, Veneto, va ser reelegit per tercer mandat consecutiu amb el 76,8% dels vots; La Lliga Veneta va presentar dues llistes, entre les quals hi havia l'oficial de la Lega i la personal de Zaia, que va obtenir un 16,9% i un 44,6%, respectivament. A les eleccions regionals toscanes, la candidata de la Lega Susanna Ceccardi va ser derrotada en el seu intent per esdevenir presidenta. El fet que la Lega hagués crescut electoralment només al Vèneto i hagués perdut atractiu en altres regions va començar a debilitar la direcció de Salvini, que va ser contestada per l'ala centrista del partit format per Giancarlo Giorgetti, Zaia i tots els presidents regionals del partit, des de Attilio Fontana de Llombardia fins a Massimiliano Fedriga de Friül-Venecia Julià, que esdevindria president de la Conferència de Regions i Províncies Autònomes el 2021.

### Govern d'unitat nacional de Draghi

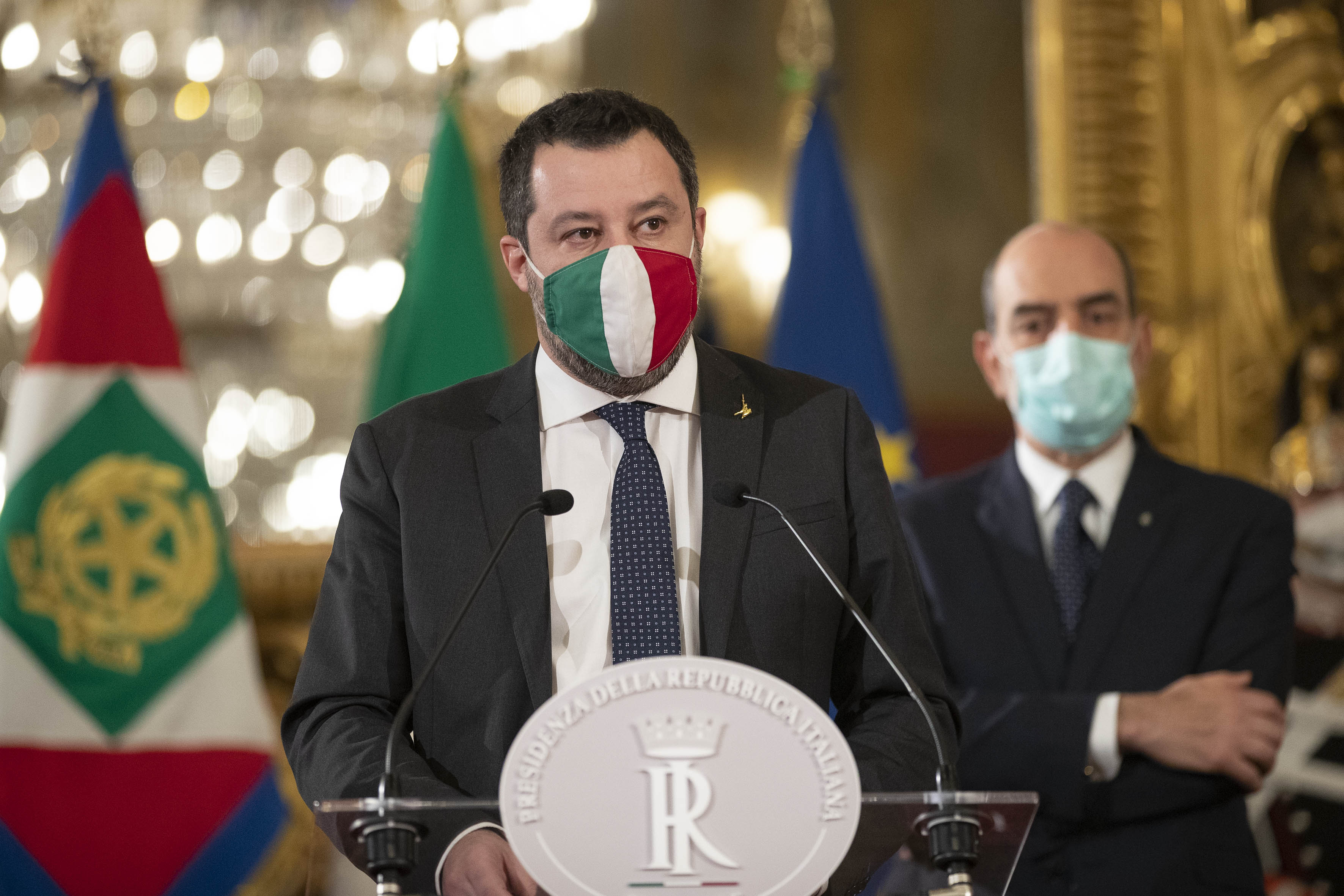
Matteo Salvini al palau del Quirinal el gener de 2021

El gener de 2021, el segon govern de Conte va caure després de perdre el suport del partit Italia Viva de Matteo Renzi. Posteriorment, el president Sergio Mattarella va nomenar Mario Draghi per formar un gabinet que va obtenir el suport de la Lega, l'M5S, el PD i FI. La Lega va entrar al nou govern amb tres ministres d'alt perfil de l'ala centrista del partit: Giorgetti, l'arquitecte del gir proeuropeista del partit i amic íntim de Draghi, com a ministre de Desenvolupament Econòmic, Massimo Garavaglia com a ministre de Turisme i Erika Stefani com a ministra de Discapacitats. El suport del partit al govern de Draghi contrastava amb les seves posicions euroescèptices.
El juny de 2021 Salvini va proposar una federació amb Forza Italia i altres partits de centredreta donant suport a Draghi (excloent FdI), que fins ara no havia anat enlloc, així com una campanya per a sis referèndums sobre justícia juntament amb el Partit Radical. El febrer de 2022 cinc dels sis referèndums van ser aprovats pel Tribunal Constitucional d'Itàlia, obrint el camí per a una votació popular al juny.
En el període previ a les eleccions locals italianes de 2022, el partit va llançar una nova organització anomenada Itàlia Primer (italià: Prima l'Italia) al sud del país. La Lega es presentarà sota aquesta bandera a la majoria de ciutats del sud i, sobretot, a les eleccions regionals sicilianes de 2022. Segons Calderoli, que va registrar el nou símbol en nom de Salvini, Itàlia Primer podria arribar a convertir-se en un nou partit polític, possiblement incloent també FI i altres partits centristes. Tanmateix, com que la idea de substituir el símbol de la Lega també al nord d'Itàlia va ser criticada per diversos membres del partit, especialment al Vèneto, Calderoli ho va descartar.

### Eleccions generals de 2022 i govern Meloni
El juliol de 2022, el M5S no va participar en la votació de confiança del Senat sobre un projecte de llei del govern. El primer ministre Draghi va oferir la seva dimissió, que va ser rebutjada pel president Mattarella. Al cap d'uns dies, Draghi va tornar a buscar un vot de confiança per assegurar la majoria del govern, alhora que va rebutjar la proposta presentada per Lega i FI d'un nou govern sense el M5S. En aquesta ocasió, la Lega, malgrat les crides dels seus presidents regionals per fer el contrari, així com el M5S, FI i FdI, no van participar en la votació. En conseqüència, Draghi va presentar la seva renúncia definitiva al president Mattarella, donant lloc a unes eleccions anticipades.
A les eleccions generals del 2022, la Lega, que formava part de la coalició guanyadora del centredreta, va aconseguir el 8,8% dels vots, enfront del 26,0% obtingut pels Germans d'Itàlia (FdI) i el 8,1% de FI. Com a resultat, Giorgia Meloni, líder de la FdI, va acceptar la tasca de formar un nou govern i va anunciar el gabinet Meloni. La Lega es va incorporar amb cinc ministres: Giorgetti, ministre d'Economia i Finances, el viceprimer ministre Salvini i ministre d'Infraestructures i Transports, Giuseppe Valditara, ministra d'Educació, Calderoli, ministra d'Afers Regionals i Autonomies, i Alessandra Locatelli ministra de Discapacitat. Abans d'això, Lorenzo Fontana, de l'ala conservadora de la Lega, havia estat escollit president de la Cambra de Diputats.

### Debat intern i eleccions autonòmiques de 2023
Arran del decebedor resultat de les eleccions generals i regionals llombardes, alguns membres destacats de l'ala tradicional del partit, arrelats en el nacionalisme padanès, van formar el Comitato Nord (Comitè del Nord). El Comitè es va inspirar en Umberto Bossi i, sota la direcció de Paolo Grimoldi, antic dirigent de la Lega Lombarda, i Angelo Ciocca, diputat al Parlament Europeu, va atreure més de mil diputats en un parell de mesos. L'acte inaugural del Comitè, celebrat a principis de desembre, va comptar amb la presència d'unes 600 persones, entre les quals destaquen els antics ministres Roberto Castelli i Francesco Speroni. Contextualment, els congressos provincials es van celebrar en alguns dels reductes del partit: els crítics de Salvini afiliats al CN van guanyar per poc a Bèrgam i Brescia, mentre que l'ala pro-Salvini va retenir Varese per un grapat de vots i Roberto Marcato, un ministre regional fidel a Zaia, liderava al Vèneto. Així mateix, quatre regidors regionals afiliats al CN van formar un grup separat al Consell Regional de Llombardia i posteriorment van ser expulsats del partit. Mentrestant, un altre grup de dissidents, encapçalat per Gianni Fava, que va perdre davant Salvini a les eleccions a la direcció de 2017 i mai es va unir al nou partit, va formar el "Moviment Autonomista Llombard" i va donar suport a Letizia Moratti a la presidència, juntament amb els separatistes del Gran Nord, a les eleccions autonòmiques.
A les eleccions, celebrades al febrer de 2023, Attilio Fontana va ser reelegit president amb el 54,7% dels vots, 20 punts més que el seu oponent més proper, a més de millorar el recompte del 2018. Mentre que FdI es va convertir en el partit més important de la regió amb un 25,2%, la puntuació combinada de la Lliga Lombarda i la llista personal de Fontana va ser del 22,7%. També el Comitè Nord, els membres del qual podrien haver votat la llista de Fontana en protesta segons algunes fonts, es van alegrar, mentre estaven preocupats per la pujada de FdI. Contextualment, la coalició de centredreta va guanyar també a les eleccions regionals de Lazio de 2023, en què la Lega va obtenir el 8,5% dels vots.

## Posició política i aliances
A nivell internacional, la Lega se sol descriure com un partit de dreta o d'extrema dreta, però, tal com apunta Miles Johnson del Financial Times, la majoria dels mitjans italians consideren el partit com de centredreta. A més, segons Antonio Polito, columnista del Corriere della Sera i antic polític de centreesquerra, la Lliga és "almenys mig centrista, segurament és totalment centrista al Vèneto i a la Llombardia, tant com a electorat com a cultura política dels seus governadors". A diferència de Salvini, els líders del partit que ocupen càrrecs institucionals, com ara ministres com Giancarlo Giorgetti o presidents regionals com Luca Zaia i Massimiliano Fedriga, són sovint qualificats de "centristes", i proeuropeistes. L'etiqueta "d'extrema dreta" és totalment rebutjada pel partit i, segons Salvini, "els italians no som una població d'extremistes, i molt menys racistes. Governem bona part del país, i no ens votarien si fóssim extremistes. Hi ha molta mandra per part de la premsa estrangera, perquè en l'àmbit econòmic som absolutament liberals”. Dels tres vicesecretaris de Salvini, Giorgetti representa l'ala liberal-centrista, Lorenzo Fontana la catòlica, tradicionalista i social-conservadora, i Andrea Crippa la populista de dretes.
La Lega forma part de la coalició de centredreta, juntament amb Forza Italia (FI) i els Germans d'Itàlia (FdI), però des del 2018 forma també governs de coalició tant amb el populista Moviment Cinc estrelles (M5S) com amb el Partit Demòcrata (PD). A principis de 2022, dos líders demòcrates, el ministre Dario Franceschini i Goffredo Bettini, van donar a entendre que la Lega podria recuperar una posició "centrista" i podria tornar a formar un govern de coalició amb el PD després de les properes eleccions generals. De totes maneres, el secretari del PD, Enrico Letta, ho va descartar.
En algunes regions forma coalicions amb partits nacionalistes, com al Tirol del Sud, unit amb el Partit Popular del Tirol del Sud (SVP) des del 2018, a Trentino, en aliança amb el Partit Autonomista Trentino Tirolès (PATT), a Sardenya manté estrets lligams amb el Partit Sard d'Acció (PSd'Az), el líder i president del qual Christian Solinas es compta sovint entre els governadors de la Lega, de manera que, des del 2018, hi ha ha estat un grup parlamentari conjunt "Lega-Premier Salvini-Partit Sard d'Acció" al Senat. Finalment, a Sicília la Lega ha format una federació amb el Moviment per l'Autonomia, que ara sembla inactiu.

## Resultats electorals

### Parlament italià
| Any  | Líder          | Vots           | %    | Diputats  | +/− | Vots           | %    | Senadors | +/- |
| ---- | -------------- | -------------- | ---- | --------- | --- | -------------- | ---- | -------- | --- |
| 2018 | Matteo Salvini | 5.698.687 (3r) | 17.4 | 124 / 630 | 104 | 5.321.537 (3r) | 17.6 | 58 / 315 | 40  |
| 2022 | Matteo Salvini | 2.464.005 (4t) | 8.8  | 66 / 400  | 59  | 2.439.200 (4t) | 8.9  | 30 / 200 | 28  |

### Parlament Europeu
| Any  | Líder          | Vots           | %    | Escons  | +/− | Grup |
| ---- | -------------- | -------------- | ---- | ------- | --- | ---- |
| 2019 | Matteo Salvini | 9.175.208 (1r) | 34.3 | 29 / 76 | 24  | ID   |
| 2024 | Matteo Salvini | 2,099,174 (5è) | 8.98 | 8 / 76  | 21  | PfE  |

### Consells regionals
| Regió               | Any  | Vots                      | %                               | Diputats | +/− |
| ------------------- | ---- | ------------------------- | ------------------------------- | -------- | --- |
| Vall d'Aosta        | 2020 | 15.837 (1r)               | 23.9                            | 11 / 35  | 4   |
| Piemont             | 2024 | 155,522 (5è)              | 9.4                             | 5 / 51   | 18  |
| Llombardia          | 2023 | 476,175 (3r)              | 16.53                           | 14 / 80  | 14  |
| Tirol del Sud       | 2023 | 8,541                     | 3.04                            | 1 / 35   | 3   |
| Trento              | 2023 | 30,347 (2n) 24,953 (4t)   | 13.1 (Partit) 10.7 (Fugatti)    | 10 / 35  | 4   |
| Vèneto              | 2020 | 916.087 (1r) 347.832 (2n) | 44.6 (Llista de Zaia) 16.9 (LV) | 33 / 51  | 9   |
| Friul-Venecia Julia | 2023 | 75,117                    | 19.02                           | 9 / 49   | 8   |
| Emilia-Romanya      | 2020 | 78,736 (5è)               | 5.3                             | 1 / 48   | 13  |
| Liguria             | 2024 | 47,652 (4t)               | 8.5                             | 3 / 30   | 3   |
| Toscana             | 2020 | 353.514 (2n)              | 21.8                            | 9 / 41   | 3   |
| Marques             | 2020 | 139.438 (2n)              | 22.4                            | 8 / 31   | 5   |
| Umbria              | 2024 | 24,729 (4t)               | 7.7                             | 1 / 21   | 9   |
| Lacio               | 2023 | 131,631 (4t)              | 8.5                             | 3 / 50   | 1   |
| Abruços             | 2024 | 43,816 (5è)               | 7.6                             | 2 / 31   | 8   |
| Molise              | 2023 | 8,481 (8è)                | 6.0                             | 1 / 21   | 1   |
| Campania            | 2020 | 133.152 (6è)              | 5.7                             | 3 / 51   | –   |
| Apulia              | 2020 | 160.507 (4t)              | 9.6                             | 4 / 49   | 4   |
| Basilicata          | 2024 | 20,430 (5è)               | 7.8                             | 2 / 21   | 4   |
| Calabria            | 2021 | 63.459 (4t)               | 8.3                             | 4 / 29   | –   |
| Sicilia             | 2022 | 127.454 (6è)              | 6.8                             | 4 / 70   | 4   |
| Sardenya            | 2024 | 25,957 (11è)              | 3.8                             | 2 / 60   | 6   |